# しろがね心中
『しろがね心中』（しろがねしんじゅう）は、1975年1月6日 - 2月28日にTBS「花王 愛の劇場」枠にて放送された昼ドラマである。

## キャスト
- 大畑佐喜枝 - 大空眞弓
- 佐喜枝の夫 - 山本耕一
- 大畑珠太郎 - 東山敬司
- 村松英子
- 目黒幸子

## スタッフ
- 原作：田宮虎彦（『銀心中』）[1]
- 脚本：高岡尚平、岡田正代[1]
- 監督：富本壮吉、西河健治[1]
- 音楽：渡辺岳夫[1]
- プロデューサー：大下晴義、堀貞雄（東京映画）、金川勝利（TBS）[1]
- 制作：東京映画、TBS[1]

## 主題歌
『しろがね心中』
- 作詞：高岡尚平 / 作曲：渡辺岳夫 / 編曲：松山祐士 / 歌：大空真弓[1]